# Burg Klingenstein (Steiermark)
Die Ruine der Burg Klingenstein, auch als Burg Salla und in der Literatur teilweise unter dem Doppelnamen „Burg Klingenstein/Salla“ bekannt, liegt westlich des Dorfes Salla in der Marktgemeinde Maria Lankowitz in der Weststeiermark. Die erstmals im Jahre 1834 Klingenstein genannte Burg wurde zum Schutz der Handelsstraße von Voitsberg über das Gaberl in das obere Murtal errichtet. Ihre Geschichte lässt sich aufgrund fehlender Schriftquellen nur lückenhaft rekonstruieren. Durch bauliche Details, wie das Mauerwerk und die Gestaltung der Schießscharten, scheint eine Errichtung in der zweiten Hälfte des 15. Jahrhunderts als wahrscheinlich, was im Vergleich zu anderen österreichischen Burgen recht spät ist. Als Bauherren kommen die Grafen von Montfort in Frage, welche zu jener Zeit die Herrschaft über das nahe gelegenen Dorf Salla innehatten. Spätestens ab dem 16. Jahrhundert war die Burg im Besitz der Adelsfamilie Saurau und ihnen nachfolgend auch der Glojacher. Die Burg wurde noch im 16. Jahrhundert wahrscheinlich durch einen Brand zerstört und nicht wieder aufgebaut. Ab 1982/1983 wurde die Ruine vom Altbürgermeister der ehemaligen Gemeinde Salla wiederaufgebaut, wobei diese Aufbauten teilweise Neubauten waren und unter Forschern durchaus umstritten sind. Bisher fanden auch drei archäologische Grabungen statt, welche aber nicht das gesamte Burgareal umfassten.
Die Burg wurde wahrscheinlich in einer Bauphase aus örtlich vorkommendem Marmor errichtet und besteht aus der Kernburg sowie dem Vorwerk westlich davon. Die ursprüngliche Gestaltung der Burg und die Funktionen der einzelnen Gebäude lassen sich aufgrund bisher fehlender wissenschaftlicher Untersuchungen nur vermuten.

## Standort

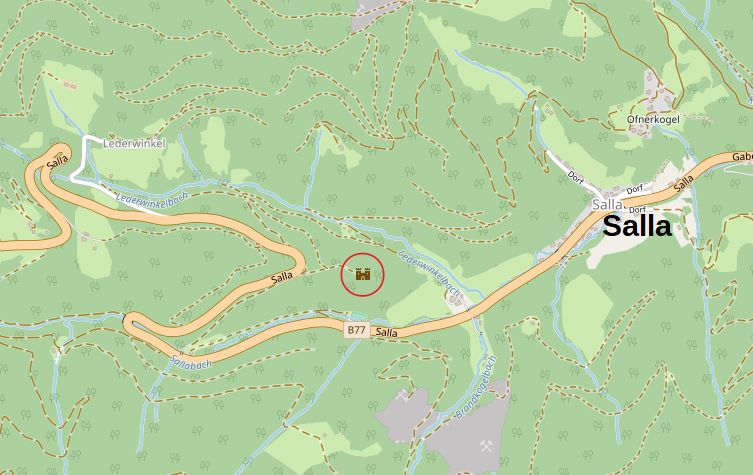
Lage der Burg Klingenstein

Die Burg befindet sich im nordwestlichen Teil der Marktgemeinde Maria Lankowitz, im westlichen Teil der Katastralgemeinde Salla. Sie liegt rund 900 Meter westsüdwestlich des Dorfes Salla auf einem schmalen bewaldeten, nach Norden, Osten und Süden steil und vor allem in südliche Richtung auch felsig abfallenden Bergrücken. Dieser ist der letzte Ausläufer eines vom Ofnerkogel, einem Gipfel im Höhenzug der Stubalpe, in südöstliche Richtung abzweigenden und nach Osten abknickenden Rückens, der sich rund 150 Meter über das Tal des Sallabaches erhebt. Das Burgplateau befindet sich auf einer Seehöhe von etwa 1040 m ü. A. Im Süden wird es vom Sallabach und im Norden sowie Osten vom Lederwinkelbach begrenzt.
Der Burgzugang erfolgte früher vermutlich von Westen über eine Verbindung ins Hinterland, welche durch einen in den Fels gehauenen Graben geschützt war. Die heutige Zufahrt ist ein Waldweg, der in der als „Schlosskehre“ oder „Schlossreihe“ bezeichneten Kurve in östliche Richtung von der Gaberl Straße (B 77) abzweigt. Es ist aber unklar, ob die alte Handelsstraße über das Gaberl im Mittelalter und in der frühen Neuzeit einen ähnlichen Verlauf wie die moderne Straße hatte. Vermutlich gab es aber einen weiteren, direkteren Zugang, der vom Dorf Salla über den nördlichen Hang des Burgberges führte. Der Historiker Robert Baravalle verortete einen Weg am Osthang, ohne näher auf dessen genaueren Verlauf einzugehen. Die Lage des westlich der Kernburg gelegenen Vorwerkes lässt aber darauf schließen, dass der Zugang auf dem letzten Stück auf jeden Fall aus westlicher Richtung erfolgte.
Der 1659 genannte Bauernhof Hofbauer sowie der Bauernhof Gregorbauer, dessen Ursprung vermutlich im Mittelalter liegt, könnten auf ehemalige Wirtschaftsgebäude der Burg zurückgehen.

## Geschichte

### Unklare frühe Geschichte und Bauzeit
Vor allem über die Entstehung und frühe Geschichte der Burg gibt es kaum Quellen, so dass hierzu viele Historiker verschiedenste Annahmen äußerten. Das Gebiet, in dem die spätere Burg erbaut wurde, kam durch eine Schenkung Kaiser Ottos III. an die Eppensteiner. Eine Besiedlung der Gegend dürfte dann im 11. oder 12. Jahrhundert erfolgt sein. Das Dorf Salla entstand vermutlich spätestens im 12. Jahrhundert und wurde 1213 erstmals urkundlich erwähnt. Robert Baravalle ging davon aus, dass die Eppensteiner das Gebiet an ihre Dienstmannen, die Herren von Wildon, übergaben und es von diesen schließlich an die Herren von Walsee kam. Der Historiker Herwig Ebner vertrat hingegen die Ansicht, dass die spätere Burgstelle ein Teil einer 1103 dokumentierten Stiftung der Eppensteiner an das Stift St. Lambrecht war. Aufgrund fehlender historischer Quellen ist nicht nachweisbar, ob eine der beiden Annahmen der Wahrheit entspricht.
Sowohl Baravalle als auch Ebner sahen in den westlich der Kernburg gelegenen Mauerteilen die Reste einer frühen Burganlage aus dem 13. Jahrhundert. Eine solche Anlage lässt sich aber in keiner historischen Quelle finden und konnte auch nicht durch archäologische Grabungen belegt werden. Der Historiker Anton Mell verortete den Bau der Burg in das Spätmittelalter und sah die Stadecker oder die Grafen von Montfort als die wahrscheinlichsten Bauherren an. Auch einen Bau durch die Saurau, welche die Burg in der frühen Neuzeit besaßen, hielt er für möglich, aber eher unwahrscheinlich. Eine genaue zeitliche Einordnung des Burgbaues stellt sich wegen fehlender Quellen als schwierig heraus. Einen entscheidenden Hinweis auf die Bauzeit stellen die erhaltenen Schießscharten dar, welche bis auf zwei Ausnahmen eindeutig für Feuerwaffen ausgelegt waren. Zudem gibt es keine Spuren, die auf eine im Nachhinein erfolgte Veränderung an der Form der Scharten hinweisen. Da Feuerwaffen in Mitteleuropa erst in den 1420er- und 1430er-Jahren aufkamen, lässt sich daraus schließen, dass die Burg frühestens zu dieser Zeit errichtet worden ist, wenn nicht später, was für österreichische Verhältnisse ein relativ später Burgbau wäre. Sollten die Schießscharten tatsächlich aus der Bauzeit stammen, dann kommen die Grafen von Montfort als die wahrscheinlichsten Bauherren in Frage, da sie die Gegend um Salla zu Beginn des 15. Jahrhunderts von den Stadeckern erbten. Ein Montforter Grundbuch aus der Zeit um 1420 führt zwar Besitzungen bei Salla auf und erwähnt auch, dass die Grafen die niedere Gerichtsbarkeit in dieser Gegend innehatten, nennt aber keine Befestigung oder Burg.

### Ab dem 15. Jahrhundert, Verfall und darauffolgende Besitzer
Der Wehrbau sollte die sogenannte Reisstraße, den Übergang über das Gaberl, sowie möglicherweise auch in der Nähe entdeckte Erzlagerstätten sichern, war aber vermutlich nur von geringem militärischen Wert. Wer den Grafen von Montfort im Besitz der Burg nachfolgte, ist nicht ganz klar. So ging Baravalle im Jahr 1961 von einer Übergabe an die Gradner aus, während in jüngerer Literatur vor allem die Herren von Herberstein als Nachfolger angesehen werden. Spätestens im 16. Jahrhundert aber kam die Befestigung in den Besitz der Lobminger Linie der Adelsfamilie Saurau. Der Historiker Anton Mell ging davon aus, dass Klingenstein sich bereits im Besitz des 1532 verstorbenen Erasmus von Saurau befand. Mit Sicherheit lässt sich allerdings nur bestätigen, dass Gilg von Saurau, der Sohn von Erasmus, ab 1550 Besitzer war. Die Burg blieb längere Zeit im Besitz der Familie Saurau, so wird sie etwa in Dokumenten des 1618 verstorbenen Ehrenreich von Saurau als Schloss Salla genannt. Emerich von Saurau vererbte sie schließlich an seine mit Ehrenreich von Rindscheit verheiratete Schwester Christine. Als Christines Tochter Maria Magdalena Ruprecht von Glojach heiratete, brachte sie die Festung als Morgengabe mit in die Ehe.
Da beide bekennende Protestanten waren, mussten sie die Steiermark verlassen und verkauften ihren Besitz im Salle zusammen mit der als öden gschloß im Khanachtal in der pfar Salath bezeichneten Burg 1629 an ihre Tante Benigna, der Frau von Veit Sigmund von Herberstein. Eine weitere kurze Erwähnung der zu diesem Zeitpunkt vermutlich bereits nicht mehr bewohnten und dem Verfall überlassenen Burg erfolgte im Jahr 1638. Bei den bisher erfolgten archäologischen Grabungen wurden auch keine Funde gemacht, die sich eindeutig auf eine Zeit nach dem 16. Jahrhundert datieren lassen. Die bei diesen Grabungen gemachten Funde, wie etwa dickere Schichten an Holzkohle und die Anzeichen von größerer Hitzeeinwirkung auf Bausteine, lassen auch die Vermutung zu, dass die Burg im Laufe des 16. Jahrhunderts oder auch später durch einen Brand zerstört wurde.
Von den Herberstein kam Klingenstein im Jahr 1650 mitsamt den umliegenden Wäldern an Leonore Eusebia Gräfin Wagensperg, die es mit ihrer Herrschaft Greißenegg verband. In der nachfolgenden Zeit gibt es kaum schriftliche Quellen, welche die Burg erwähnen, und auch die Besitzverhältnisse bleiben unbekannt. Auf den Karten der Josephinischen Landesaufnahme aus dem Jahr 1787 wird die Burg als altes Gschloss bezeichnet. Zu den ältesten bekannten Abbildungen der Burg zählt die Darstellung im Hintergrund eines am Ende des 18. Jahrhunderts entstandenen Bildes der heiligen Barbara in der Pfarrkirche Salla. Aus dem Jahr 1894 existiert weiters eine Bleistiftzeichnung, welche die Ruine detailliert zeigt. Im Jahr 1834 findet der Name Klingenstein als Bezeichnung für die Burg erstmals urkundliche Erwähnung. Sein genauer Ursprung ist unklar, der Namensteil Klinge- taucht aber bereits 1586 als Bezeichnung für einen Sägemeister an der Klingensag als Ortsname in der Gegend um Salla auf.

### 19. Jahrhundert bis heute
Erst im 19. Jahrhundert erscheint die Grazer Steinmetzfamilie Grein als neue Besitzer der nunmehrigen Ruine. Die erste ausführliche Beschreibung der Burgruine stammt aus dem Jahr 1925 vom Historiker Anton Mell. Seit dem 20. Jahrhundert befindet sie sich im Privatbesitz der aus Graz stammenden Familie Petrasch. Ab 1982/1983 wurde die Ruine 25 Jahre lang von Hubert Stiefmann, der von 1980 bis 1995 Bürgermeister der Gemeinde Salla war, gesichert und zu großen Teilen wiederaufgebaut, wobei diese Sicherungs- und Sanierungsarbeiten in jüngerer Zeit auch die Form von Neubauten annahmen und deshalb bei Burgenforschern umstritten sind.
Insgesamt fanden bisher drei kleinere archäologische Grabungen auf dem Burggelände statt. Der Archäologe Bernhard Hebert sowie der Historiker Ernst Reinhold Lasnik hatten die Leitung bei allen diesen Grabungen, die teilweise von ungeschulten freiwilligen Helfern wie etwa Schülern durchgeführt wurden, inne. Die erste Grabung fand 1993 im Rahmen eines Schulprojektes statt und es wurde in fünf Tagen das westliche Gebäude des Vorwerkes freigelegt sowie dessen Mauern gesichert und saniert. Im Jahr 1994 führte das Bundesdenkmalamt eine fünftägige Grabung in der Kernburg durch, wobei diese nur teilweise ergraben wurde. Diese Grabung in der Kernburg wurde 2000 für zwei Tage fortgesetzt, wobei auch Funde gemacht wurden, die auf einen möglichen Brand der Burg hinweisen. Weil man bei den Grabungen auf eine aufwendige Schichtengrabung verzichtete, ist eine genaue Fundtrennung trotz geführter Grabungstagebücher nicht mehr möglich.
Im Sommer 2013 wurde von der Gemeinde Salla ein Stromkabel auf den Burgberg verlegt, um die Ruine in der Nacht illuminieren zu können. Es gibt Pläne, die Burg als Veranstaltungsort, etwa für Chorkonzerte zu nutzen.

## Beschreibung

### Vorwerk

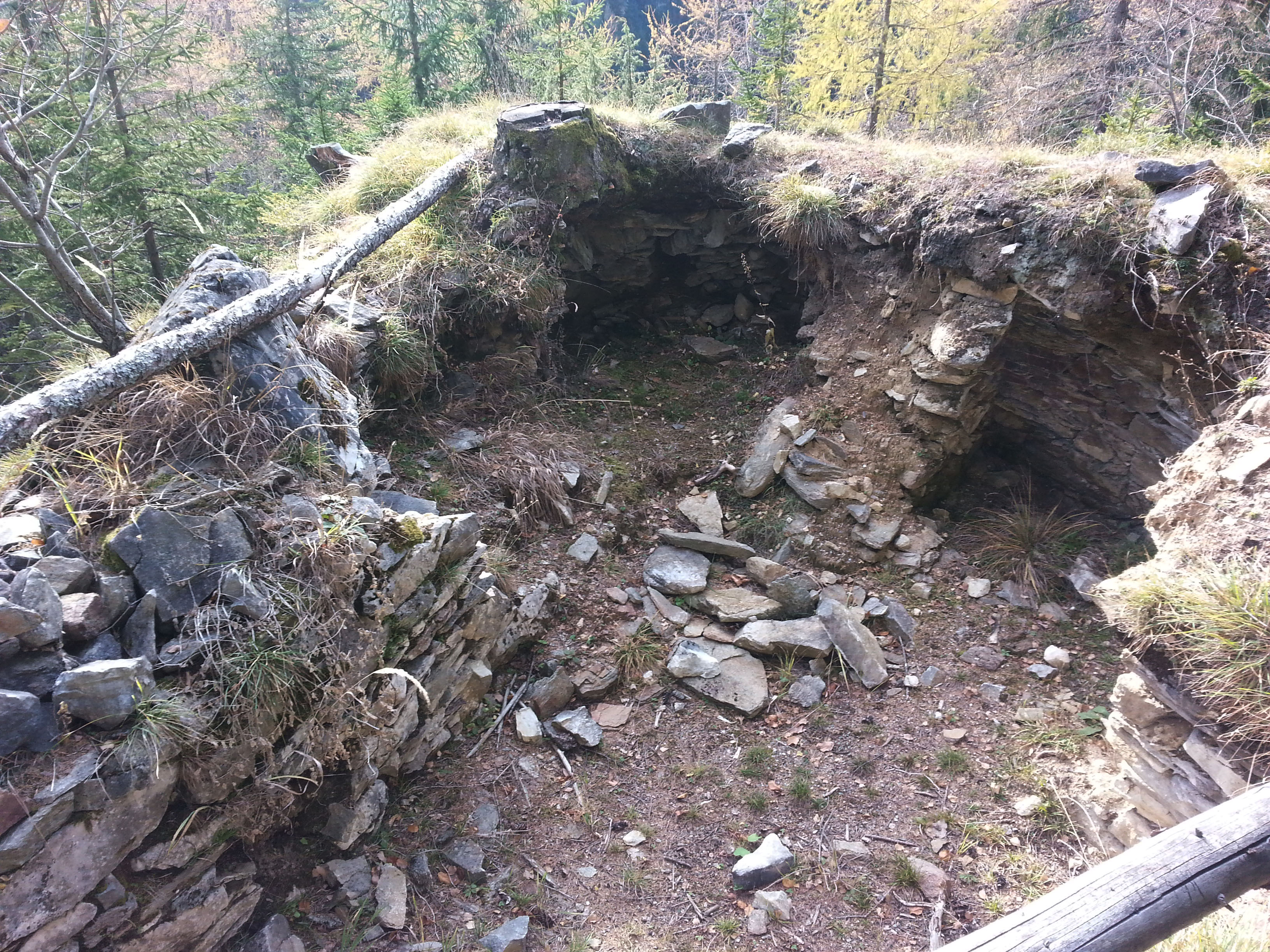
Die Grundmauern des östlichen Gebäudes des Vorwerkes mit den beiden durch eine Mauerzunge gebildeten Bereichen oder Kammern

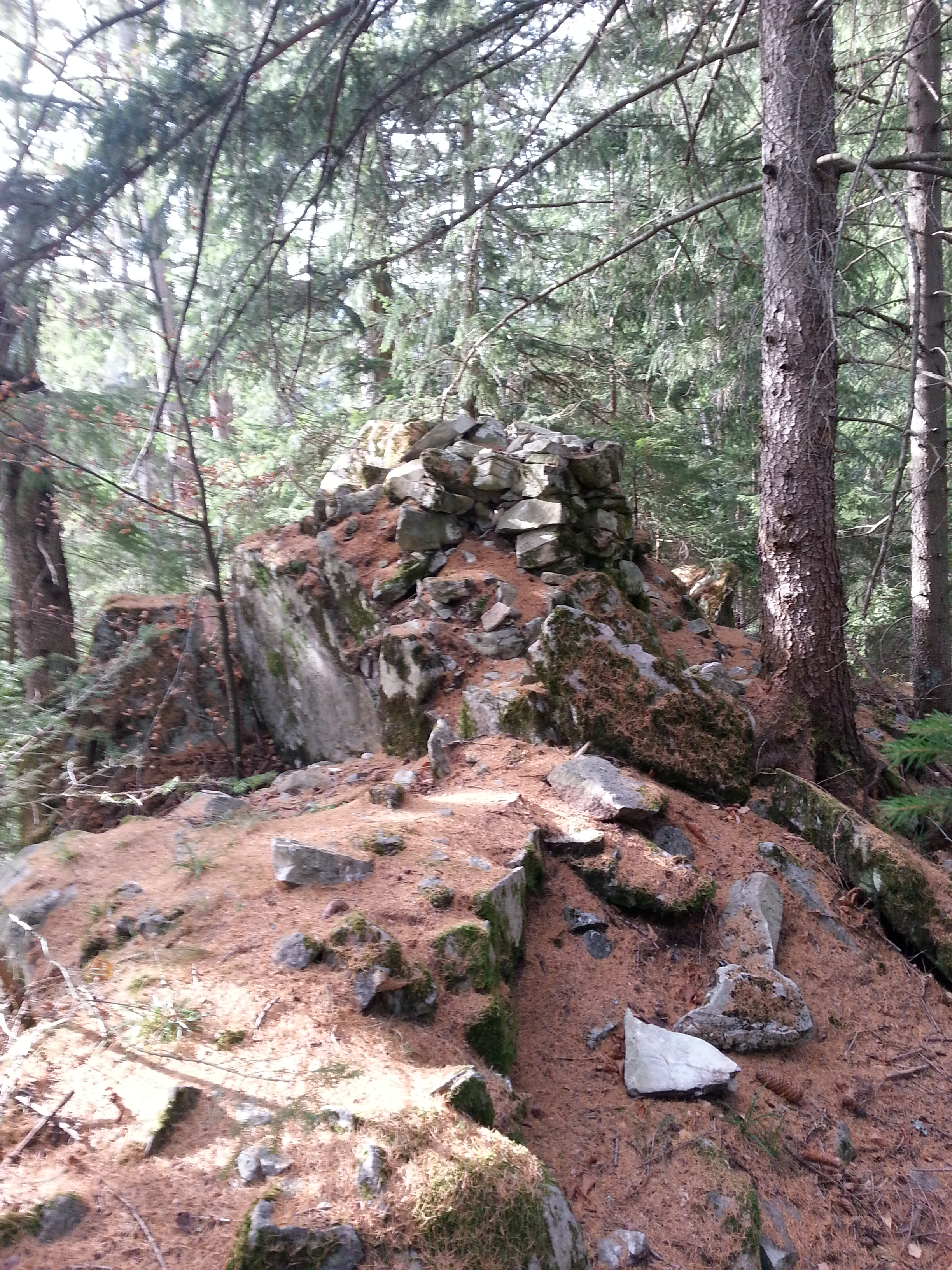
Entlang des westlich der Kernburg gelegenen Höhenrückens findet man Reste von Mauern, welche einst vermutlich die Gebäude des Vorwerkes miteinander verbanden.

Auf dem westlich der eigentlichen Kernburg gelegenen Höhenrücken befinden sich nördlich des neuzeitlichen Zufahrtsweges auf einer Länge von etwa 100 Metern die Mauerreste eines Vorwerkes mit mindestens drei, ursprünglich vermutlich durch Mauern miteinander verbundenen Gebäuden oder Türmen. Diese wurden von einigen Historikern wie etwa Robert Baravalle und Herwig Ebner als Reste eines älteren Burgbaues angesehen, archäologische Grabungen zeigten aber, dass der älteste Teil dieser Mauern aus der Entstehungszeit der Kernburg und damit aus dem 15. Jahrhundert stammt. Die Gebäude sind nur mehr in ihren Grundmauern erhalten und wurden nur teilweise durch archäologische Grabungen freigelegt und untersucht. Ihre genauere Form und auch die Funktionen, die sie erfüllten, lassen sich mit der bisherigen Fundlage nicht erschließen. Alle Teile des Vorwerkes haben ein unregelmäßiges und teilweise lagerhaftes Bruchsteinmauerwerk aus lokal vorkommendem Marmor, wobei die Größe dieser Bruchsteine teilweise stark variiert. Kleinere Unterschiede in der Zusammensetzung dieses Mauerwerkes könnten darauf hinweisen, dass das Vorwerk in mehreren Phasen errichtet wurde.

#### Westlicher Abschnitt mit möglichem Geschützturm oder Rondell
Den westlichen Abschluss und damit auch den am weitesten von der Kernburg entfernten Teil dieses Vorwerkes bildete ein nach Südwesten ausgerichtetes und etwa auf das 15. Jahrhundert datiertes Gebäude mit fächerförmigen Grundriss, welches in der Literatur mitunter auch als Wehrturm oder Bastion interpretiert wird und von dem nur mehr die Grundmauern erhalten sind. Dieses Bauwerk wurde 1993 im Rahmen einer Grabung freigelegt, wobei auch das Mauerwerk teilweise wiederhergestellt und gesichert wurde. Die Mauer dieses Gebäudes erhebt sich rund 1,7 Meter über das rezente Bodenniveau und ist an der mit circa 4 Meter breitesten Gebäudestelle im Südwesten gerundet und etwas nach innen gewölbt. Diese Mauer ist die einzige bekannte rundlich verlaufende Mauer in der gesamten Burganlage. Von dieser Bogenmauer gehen die zwei anderen Gebäudemauern ab, die bei einem im Nordosten gelegenen Felsblock zusammenlaufen und dort bei einer Breite von etwa 1 Meter die schmälste Stelle des Gebäudes bilden. Die lichte Länge des Innenraumes beträgt rund 6,5 Meter. Die Dicke der Gebäudemauer schwankt zwischen 1 Meter und etwas über 1,5 Meter. Die gesamte Ostmauer sowie Teile der Nordmauer waren verstürzt und wurden im 20. Jahrhundert wiederaufgebaut. Der Innenraum des Gebäudes wird im Westen, bei der gebogenen Mauer, durch eine aus dieser Mauer ragende Zunge in zwei unregelmäßig geformte Bereiche oder Kammern unterteilt. Beide dieser Kammern sind kleiner als 2 Meter. Die südliche Kammer hat einen 0,53 Meter breiten Eingang, während dieser bei der etwa 20 Zentimeter tiefer gelegenen nördlichen Kammer eine Breite von 1,5 Metern aufweist. Bei beiden Eingängen wurden während Grabungsarbeiten Steinplatten gefunden, die als Schwellen interpretiert wurden. Im südlichen Gebäudeteil gibt es eine weitere kleinere und auch etwas höher gelegene Nische, deren Mauerwerk aber soweit durch Baumwurzeln zerstört wurde, dass es schwierig ist, deren ursprüngliche Form zu rekonstruieren. Da das Gebäude nur mehr in den Grundmauern erhalten ist, lässt sich seine ursprüngliche Nutzung und auch Funktion der Kammern nicht genau bestimmen. Wahrscheinlich dienten diese aber als Lagerräume und das Gebäude selbst hatte vermutlich eine Aussichts- und Wehrfunktion inne. Eine Nutzung als kleiner Geschützturm oder als Rondell erscheint aufgrund der gerundeten Gebäudeform möglich, muss aber allein schon wegen des Erhaltungszustandes des Gebäudes als reine Spekulation ohne sichere Belege gesehen werden.
Etwa 40 bis 60 Meter nördlich dieses Gebäudes befindet sich am Hang unterhalb des neuzeitlichen Zufahrtsweges zur Burg eine sich nach Nordosten hin öffnende Mauerecke ohne erkennbare bauliche Verbindung zum restlichen Vorwerk. Das Mauerwerk dieser Ecke besteht aus unregelmäßiger geformten Bruchsteinen als das des Vorwerkes und könnte damit auf eine andere Bauzeit hinweisen.

#### Mittlerer Abschnitt
Vom westlichsten Gebäude ausgehend ostwärts befindet sich ein etwa 85 Zentimeter breiter Mauerrest, der dem Höhenrücken folgt. Entlang dieses Rückens befinden sich weitere Schutthaufen, die vermutlich von ehemaligen Mauerzügen stammen, welche die einzelnen Gebäude des Vorwerkes miteinander verbanden. Der genaue Verlauf dieser Mauern lässt sich nicht mehr erkennen, was unter anderem auch daran liegt, dass die erhaltenen Schutthaufen teilweise überwachsen und nicht als solche erkennbar sind. Die Schutthaufen führen zum mittleren der drei Gebäude des Vorwerkes, welches nur mehr aus einer im Nordwesten rund 4,5 Meter und im Nordosten etwa 1,75 Meter langen Ecke einer circa 0,8 Meter dicken Mauer besteht. Die Funktion und Form dieses Gebäudes sind aufgrund fehlender Grabungsarbeiten unbekannt. Die Mauerecke bildete aber den nördlichen Teil dieses Gebäudes oder Turmes. Das Gelände fällt südlich der Mauer etwas ab, ist relativ eben und lässt den Grundriss des ehemaligen Gebäudes vermuten. Sollte das ehemalige Gebäude diese gesamte Fläche eingenommen haben, dann wäre es im Nordwesten rund 6 Meter lang und im Südosten etwa 3 Meter breit gewesen.
Östlich dieser Mauerecke findet man keine eindeutig erkennbaren Mauerreste mehr, was allerdings auch am hier steileren Gelände liegen könnte. Südöstlich der Mauerecke befindet sich ein etwas tiefer gelegenes und ohne erkennbare Verbindung zum restlichen Vorwerk stehendes Mauerstück, was die als Deutung als möglicher Gebäude- oder Mauerrest erschwert. Nördlich dieses Mauerstückes, auf der anderen Seite des Bergrückens, steht auf einem kleinen Vorsprung im Gelände eine weitere, sich nach Norden hin öffnende Mauerecke. Ein Stück dieser Mauer verläuft noch in nördliche Richtung und reicht dabei über den Vorsprung hinaus. Auch die Funktion dieser Mauer ist nicht bekannt. Das Grabungstagebuch aus dem Jahr 1993 sieht in dieser Mauerecke einen Sockel oder den fraglichen Rest einer Brücke.

#### Östlicher Abschnitt
Im östlichen und damit der Kernburg am nächsten gelegenen Abschnitt des Vorwerkes befinden sich die nicht vollständig erhaltenen Grundmauern eines weiteren Gebäudes. Dieses hatte einen fast quadratischen Grundriss mit unregelmäßigen Ecken. Die Nordmauer ist an der Außenseite 7,65 Meter lang und ist bis auf einen Lücke erhalten. Die ebenfalls lückenhafte Ostmauer ist rund 7,5 Meter, die Westmauer etwa 7,6 Meter und die Südmauer circa 7,25 Meter lang. Die Südmauer befindet sich direkt an steil abfallendem Gelände und weist deshalb vermutlich mit rund 1,4 Metern die größte Dicke der erhaltenen Mauerteile auf, da sie als mögliche Stützmauer diente. An den anderen Gebäudeseiten hat die Mauer eine Dicke von etwa 1 Meter. Der gerade Abschluss auf einer der beiden Seiten der Lücke in der östlichen Mauer könnte auf den hier gelegen einstigen Zugang hinweisen. Dies erscheint auch durch die etwa 50 Meter weiter östlich gelegene Kernburg und dem damit möglichen, schnellen Zugang zum Gebäude als wahrscheinlich. Das Grabungstagebuch aus dem Jahr 1993 vermutet in der Lücke der Nordmauer einen weiteren Eingang.
Eine nach Osten verlaufende Mauer schließt an den östlichen Gebäudeteil an und biegt nach etwa 2,25 Meter in nordöstliche Richtung ab. In diese Richtung verläuft die Mauer noch rund 2,4 Meter, ehe sie endet. Das Fehlen von weiteren Mauerresten und Schuttkegeln lässt auf eine Wehrmauer und nicht auf die Reste eines angebauten Gebäudes schließen.

### Kernburg und nähere Umgebung

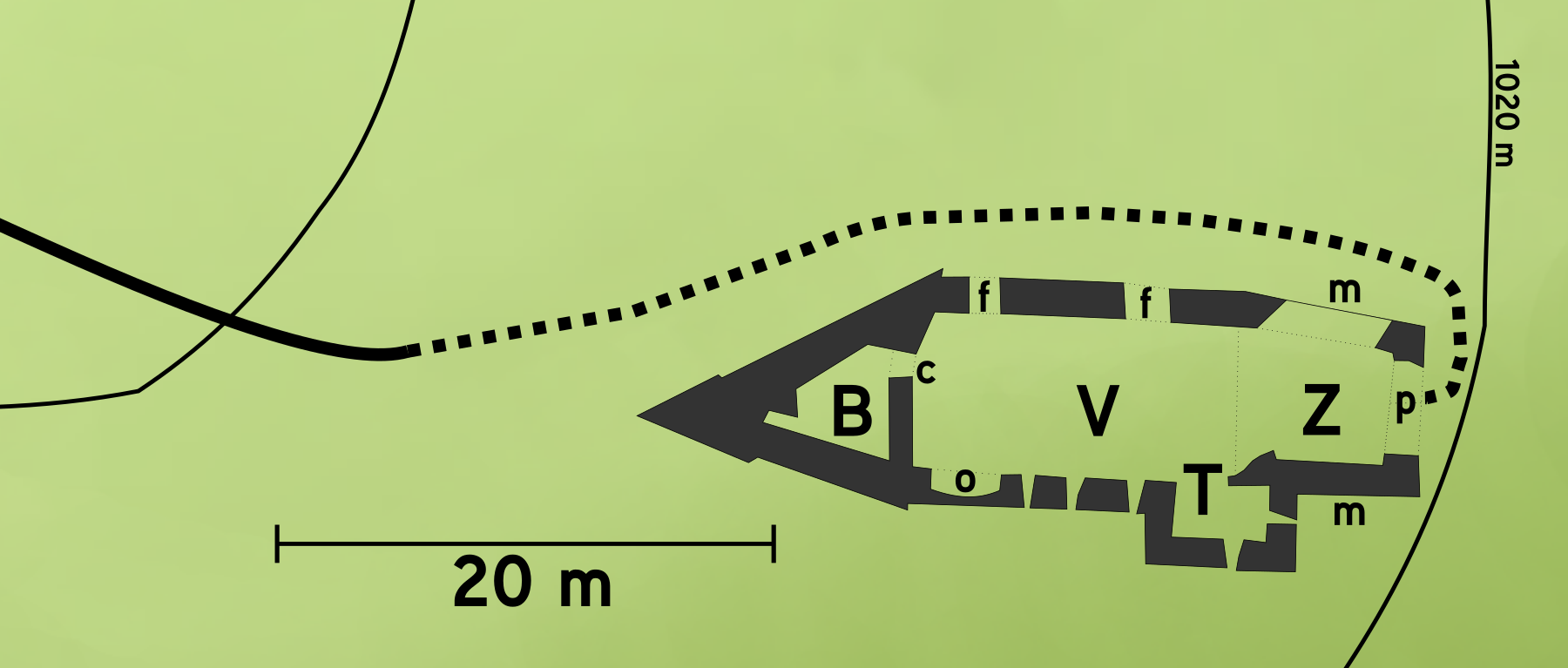
Grundriss der Kernburg von Klingenstein nach Anton Mell in Blätter für Heimatkunde, 1925. Die Karte ist genordet.
Legende: B = Bergfried, c = Hocheinstieg des Bergfriedes, V = Wohngebäude (Palas), Z = von Mell vermuteter Zwinger, wahrscheinlich aber der Burghof oder Teil des Palas, T = Flankierungsturm, m = Rundmauer (Bering), f = Fensteröffnungen, p = von Mell vermuteter Burgzugang, wahrscheinlich aber durchgehende Mauer, o = Rundbogenportal (ursprünglicher und moderner Zugang)

Vom westlich gelegenen Vorwerk gelangt man über einen bei der Anlage des neuzeitlichen Zufahrtsweges großteils zugeschütteten Halsgraben zur am Ende des Bergrückens gelegenen Kernburg und damit zur eigentlichen Burganlage. An der Nord- und Südseite des Zufahrtsweges kann man den Graben noch erkennen. Ursprünglich führte vermutlich eine einfache Brücke über den Graben. Nördlich der Kernburg befinden sich Reste von teilweise bis zu 2 Meter hohen Mauern, die entlang einer Felskante verlaufen und einen annähernd trapezförmigen Grundriss bilden, wobei der Mauerteil im Westen vollständig fehlt. Es ist unklar, ob es sich dabei um die Reste eines Gebäudes oder einer Ringmauer handelt, auch eine bauliche Verbindung zur Kernburg ist nicht erkennbar.
Die Kernburg wurde, soweit erkennbar, in einer einzelnen zwischen dem Spätmittelalter und der zweiten Hälfte des 15. Jahrhunderts datierbaren Bauphase errichtet und besteht aus dem Bergfried sowie einem daran im Osten im Verbund angebauten Gebäudekomplex. Der Großteil der oberirdisch erhaltenen Mauern der Kernburg wurden im Rahmen von Renovierungs- und Sicherungsarbeiten seit 1982/1983 neu aufgebaut, sind also jüngeren Ursprungs. Das aus dem späten 14. oder frühen 15. Jahrhundert stammende Mauerwerk der Kernburg besteht aus unregelmäßigen, ungleich großen und teilweise lagerhaften Marmorbruchsteinen und im unteren Bereich der Außenmauern auch aus größeren Steinblöcken. Teilweise findet man aber auch einigermaßen rechteckig geformte Hausteine im Mauerwerk.

#### Bergfried

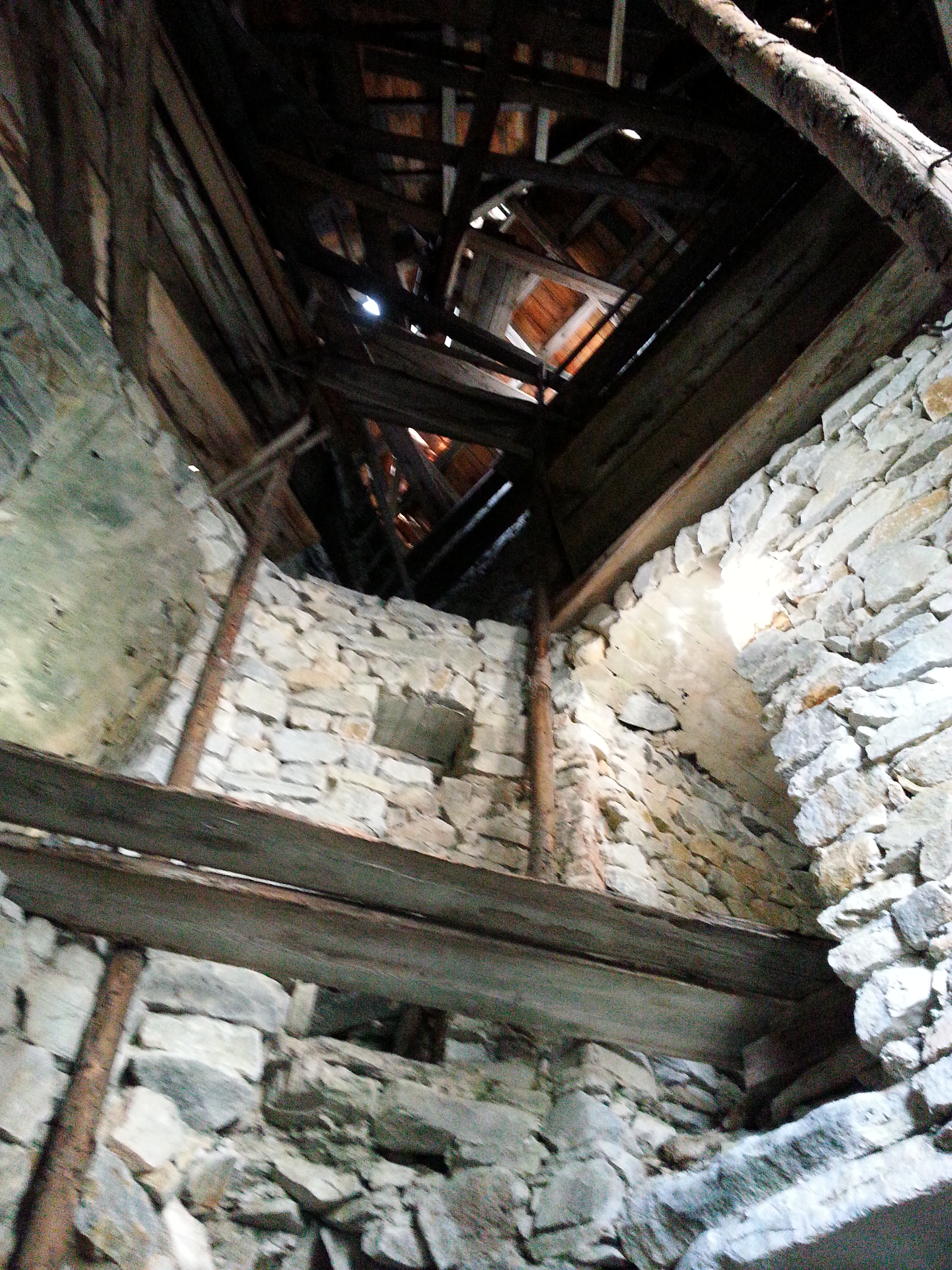
Blick ins Innere des Bergfriedes

Der mächtige, aus unregelmäßig angeordneten Marmorbruchsteinen errichtete Bergfried hat einen unregelmäßig dreieckigen Grundriss und zeigt mit einer scharfen Kante in Richtung Westen. Von dort führt der Weg zur Burg, und der Bau bot damit einem möglichen Angreifer keine ebene Angriffsfläche. Die Außenseiten des Bergfriedes haben im Südwesten eine Länge von 9,84 Metern, im Osten von 11,85 Metern und im Nordwesten von 12,68 Metern. Die Mauern aus unregelmäßigen Bruchsteinmauerwerk sind ungleichmäßig dick, wobei die westlichen Mauerteile stärker sind. So sind etwa die Südwestmauer zwischen 2,2 und 2,3 Meter und die Nordwestmauer zwischen 1,7 und 2,1 Metern dick, während die Ostmauer im verstärkten unteren Bereich nur eine Breite von etwa 1,5 Metern aufweist und sich nach oben hin verjüngt. Der Ostmauer wurde zu ihrer Verstärkung auf der Innenseite zudem eine etwa 1,8 Meter hohe Mauer vorgeblendet. Über dieser Blendmauer ist die Ostmauer nur mehr etwa 87 Zentimeter dick. Auch die Nordwestmauer ist bis in eine Höhe von etwa einen halben Meter über dem rezenten Bodenniveau um rund 10 bis 20 Zentimeter dicker als im schmäleren darüber liegenden Bereich. In der westlichen Ecke des Bergfriedes, wo die Nordwest- und Nordostmauer zusammentreffen, erreicht das Mauerwerk eine Stärke von etwa 4,2 Metern.
Die ursprüngliche Höhe des Bergfriedes vor seinem, ab den 1980er-Jahren erfolgten Wiederaufbau ist nicht bekannt. Die drei im Original erhaltenen Fensteröffnungen in der Nordmauer sowie eine erhaltene Aussparung im Mauerwerk, die auf ein mögliches viertes Fenster hinweisen könnte, lassen auf mindestens drei, vermutlich aber auch vier Obergeschoße schließen. Der ursprüngliche Zugang zum Bergfried erfolgte vermutlich im zweiten Stockwerk des östlich an ihm angebauten Bauwerkes. Dieser Hocheinstieg wurde nur im oberen Teil beim Wiederaufbau ergänzt. Der vorhandene, ebenerdige Zugang stammt nicht aus der Bauzeit, existierte aber bereits vor den im 20. Jahrhundert erfolgten Wiederaufbauten.
Der Innenraum des Bergfriedes hat nur im unteren Bereich einen dreieckigen Grundriss. Durch ein, in der westlichen Ecke in einer Höhe von 1,8 bis 2 Meter über den Boden eingezogenes Mauerstück entsteht dort eine unregelmäßig fünfeckige Form. Die Mauern haben auf der Innenseite in einer Höhe von etwa 2 Metern eine Länge von rund 5,1 Meter im Osten, 0,9 Meter im Nordosten, rund 3,8 Metern im Nordwesten, etwa 1,2 Meter im Westen und circa 3,9 Meter im Südwesten. Durch zwei senkrechte Lichtschlitze im unteren Teil der Nordwest- und der Südwestmauer gelangt Licht in das Innere des Bergfriedes. Der Lichtschlitz in der Südwestmauer wurde bei den seit den 1980er-Jahren erfolgten Renovierungsarbeiten ergänzt, da sich die Mauer in diesem Bereich in einem schlechten Erhaltungszustand befand. Die Lichtschlitze sind auf der Innenseite etwa 50 Zentimeter breit und verjüngen sich zur Außenseite hin auf eine Breite von 10 bis 20 Zentimeter. Im unteren Teil der Ostmauer haben sich Putzreste erhalten. Im original vorhandenen Mauerwerk findet man mehrere rund 10 bis 20 Zentimeter große, quadratische Löcher, die vermutlich die Balken der Zwischendecken trugen. In der nördlichen und westlichen Ecke des Bergfriedes befinden sich mehrere rund 50 hohe, 60 Zentimeter breite und zwischen 60 und 85 Zentimeter tiefe, in der Westecke zudem mit Steinplatten ausgelegte Nischen. Im zweiten Obergeschoß findet man an der Nordwestmauer zwei nach Nordwesten, also zur Außenmauer hin, führende Treppenstufen. Da diese Mauer nicht dick genug für eine vollständige Treppe ist, die ins nächste Obergeschoß führen könnte, dürften sie ursprünglich zu einer Nische mit einer Leiter, einem Erker oder einer erhöht gelegenen Fensteröffnung geführt haben.
Die bei einer Grabung aufgefundenen, vermutlich im späten 15. Jahrhundert von einer Werkstatt im ungarischen Buda gefertigten und reliefierten Kacheln und Ofenlehm lassen darauf schließen, dass zumindest ein kleiner Kachelofen im Bergfried stand.

#### Baukomplex östlich des Bergfriedes und Flankierungsturm

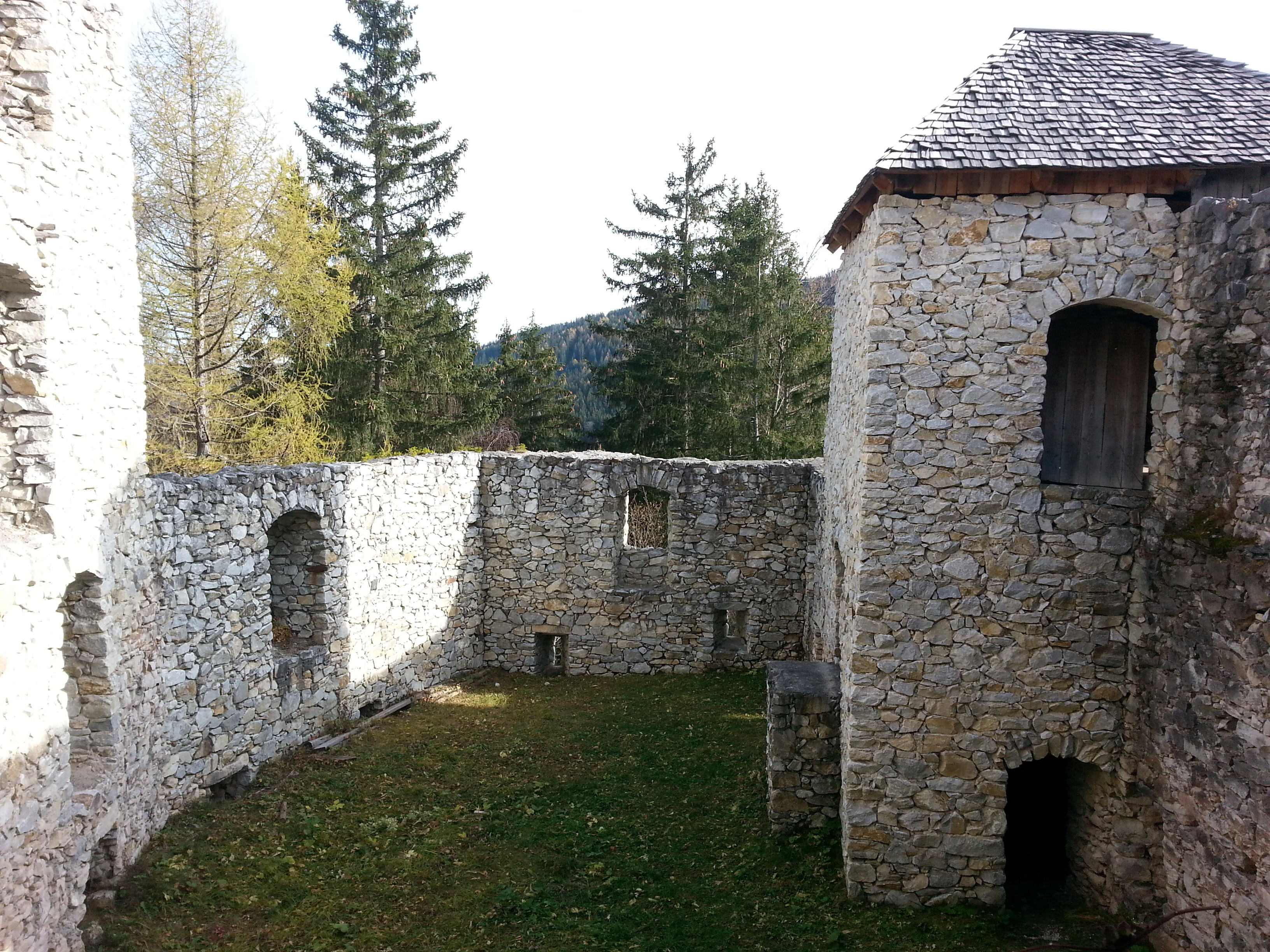
Blick vom Bergfried auf die Nordmauer (links) und die Ostmauer des Baukomplexes sowie den Flankierungsturm (rechts)

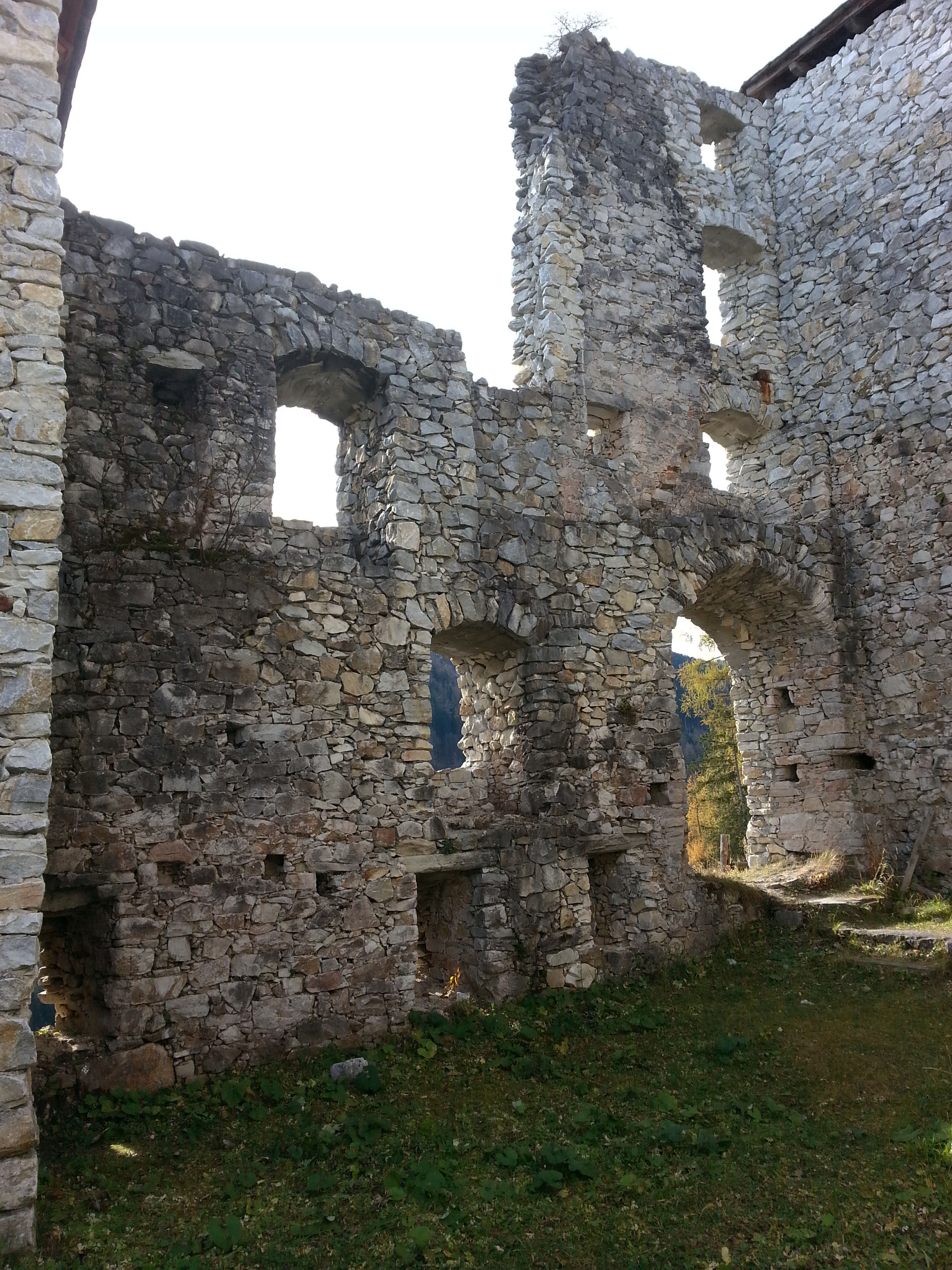
Die südwestliche Mauer des Baukomplexes mit dem Rundbogenportal

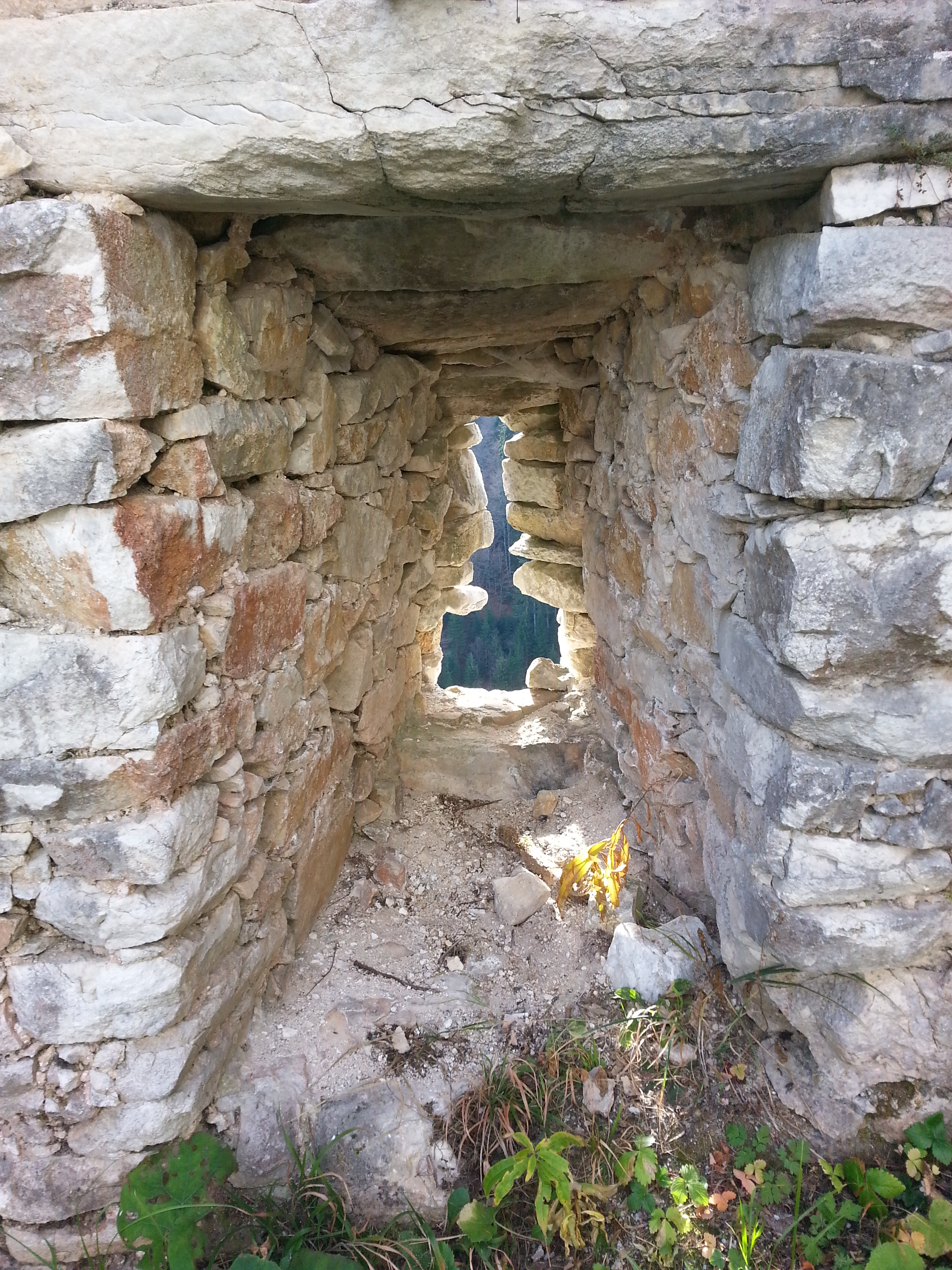
Eine der als Spatenscharten angelegten Schießscharten der Burg

Östlich an den Bergfried ist ein nur mehr in Grundzügen erhaltener Baukomplex mit unregelmäßigem, grob langrechteckigem Grundriss sowie einem im Südosten angebauten Turm angestellt. Das genaue Aussehen und die Funktion dieses Komplexes lassen sich anhand der vorhandenen Funde und Mauern nur erahnen, und man kann, ausgehend von den original erhalten gebliebenen Fensteröffnungen in der Mauer, auf die angebauten Gebäude schließen. Die seit den 1980er-Jahren erfolgten Wiederaufbauarbeiten erschweren zudem die Deutung dieses Gebäudes. Anton Mell sah in dem Komplex einen Bering, der ein Wohngebäude oder den Palas umgab. Strittig ist auch die Frage, ob der ganze Bereich mit einem einzigen Gebäude verbaut war, oder ob es einen Burghof gab.
Der ummauerte Bereich dieses Komplexes hat eine lichte Länge von rund 18 Metern und ist direkt östlich des Bergfriedes etwa 8,2 Meter breit. Bis zum Turm verbreitert er sich auf etwa 10 Meter und verschmälert sich schließlich zum östlichen Abschluss hin auf circa 6 Meter. Die Stärke der großteils seit den 1980er-Jahren wieder aufgebauten Mauern schwankt zwischen 1,3 und 1,4 Metern. Die im Original erhaltene südöstliche Mauerecke ist wiederum nur rund 0,9 Meter dick. An der nördlichen Mauer, direkt östlich des Bergfriedes, befinden sich drei mehr oder weniger direkt übereinander liegende, vollständig erhaltene sowie ein viertes im Ansatz erhaltenes Fenster. Ein weiter östlich gelegenes Fenster in dieser Mauer dürfte auch noch aus der Bauzeit stammen, zumindest scheint die östliche Laibung original zu sein. Alle weiteren Fensteröffnungen an der Nordmauer stammen von den neuzeitlichen Wiederaufbauarbeiten. An den original erhaltenen Mauerteilen kann man mehrere quadratische Löcher etwas unterhalb der Fensteröffnungen finden, welche vermutlich die Balken für die Zwischendecken der Gebäude trugen. Mit Ausnahme der äußeren Mauer lassen sich oberirdisch keine weiteren Mauern oder Zwischenmauer erkennen. Eine weitere Ausnahme ist ein Mauerstumpf an der Nordmauer, bei dem es sich vermutlich um den Ansatz einer Zwischenwand handelt. Wahrscheinlich handelte es sich bei dem Gebäude an der Nordmauer um den Palas, also das Wohngebäude der Burg, durch welches auch der Bergfried betreten werden konnte. Die Fenster lassen auf mindestens vier Obergeschoße schließen. Möglicherweise füllte der Palas den gesamten Bereich zwischen der Nord- und der Südmauer des Baukomplexes aus. An der Nordmauer befinden sich in einem Abstand von jeweils etwa 2,5 Meter fünf Schießscharten.
Die meisten Schießscharten der Burg sind sogenannte Spatenscharten und waren vermutlich bereits für die Nutzung von Feuerwaffen ausgelegt. Sie bestehen an der Außenseite aus einem 0,5 bis 0,6 Meter langen und rund 0,1 Meter breiten senkrechten Schlitz, der in einem verbreiterten, grob rechteckigen, 0,2 bis 0,3 Meter breiten und nach außen hin etwas abgesenkten Fuß endet. Auf der Innenseite bestehen die Scharten aus einem breiten, sich zum Schlitz hin verjüngenden Rechteck, das eine flache Steinplatte als oberen Abschluss hat. Bei einigen dieser Scharten findet man noch Löcher, in denen ursprünglich vermutlich ein Prellholz befestigt war. Nur zwei Schießscharten im östlichen Teil der Nordmauer sind keine Spatenscharten, sondern einfache Schlitzscharten.
Der moderne und wahrscheinlich auch ursprüngliche Zugang zur Burg erfolgt über ein 2,7 Meter breites Rundbogenportal in der südlichen Mauer, direkt östlich des Bergfriedes. An den Seitenwänden dieses Portals befinden sich jeweils zwei übereinander liegende, zwischen 0,6 und 0,9 Meter tiefe Löcher mit einer Seitenlänge von rund 20 Zentimetern. Sie könnten ursprünglich Platz für die Schiebebalken oder die Halterungen eines Burgtores geboten haben. An der westlichen Innenseite dieses Portals befindet sich eine weitere, grob quadratisch geformte Öffnung mit einer Seitenlänge von etwa 25 Zentimetern, welche rund 2,1 Meter tief ist und dabei in das Mauerwerk des Bergfriedes hineinreicht. Östlich des Portals befinden sich drei Schießscharten, welche zumindest in jüngerer Zeit tiefer liegen als der Zugang zur Burg. Möglich ist, dass der Baukomplex ursprünglich ein unterschiedliches Bodenniveau hatte oder aber dass eine Treppe oder Rampe zum Portal hochführte. Das Gelände an der Außenseite des Portals fiel ursprünglich steil und felsig ab und wurde im 20. Jahrhundert eingeebnet, um den Zugang zu erleichtern. Einige Burgenforscher vermuten deshalb, dass während der ursprünglichen Nutzungszeit eine Holzbrücke zum Portal führte. Das Fehlen der ursprünglichen Ostmauer, welche erst im 20. Jahrhundert wiederaufgebaut wurde, lässt auch einen Zugang an dieser Seite vermuten. Anton Mell erwähnte in seiner Beschreibung der Burg aus dem Jahr 1925 noch einen nicht erhalten gebliebenen, 35 Zentimeter breiten, verputzten Kanal. Dieser führte von der östlich des Portals gelegenen Schießscharte hinauf zur Mauer, mit einer Abzweigung aber auch zum Portal selbst, und Mell vermutete in ihm er eine Art Sprachrohr für die Burgbesatzung. Die drei Fenster in der Mauer über dem Eingangsportal sind vermutlich nicht original, auch wenn die Mauer hier ansonsten recht gut im ursprünglichen Bauzustand erhalten geblieben ist.
Etwas östlich des Portals, im Südosten des Baukomplexes, springt ein annähernd quadratischer Flankierungsturm aus der südlichen Mauer hervor. Die nordwestliche Ecke sowie die hochstehenden Mauern des Turmes wurden ab den 1980er-Jahren wiederaufgebaut und überdacht. Ursprünglich befand sich zumindest an der Südseite ein Fenster im Obergeschoß des Turmes. An den Außenseiten ist er jeweils zwischen 5 und 6 Meter lang. Auch seine Mauern sind unterschiedlich dick, so sind sie an der Süd- und Westseite zwischen 1,3 und 1,4 Meter und an der Ostseite 1,2 Meter stark, während die dem Burginneren zugewandte Nordseite nur rund 0,9 Meter dick ist. Im Erdgeschoß befinden sich vier Schießscharten, von denen zwei nach Osten und je eine nach Süden und Westen zeigt. Die nördlichere der beiden östlichen Schießscharten liegt dabei höher als die restlichen Scharten des Turmes.
Von der einstigen, der heiligen Katharina geweihten Burgkapelle ist nichts erhalten.

## Sagen und Erzählungen
Um die Burg Klingenstein ranken sich mehrere Sagen und Erzählungen. So soll laut der örtlichen Bevölkerung Klingenstein durch einen geheimen unterirdischen Gang mit der Burg Hauenstein bei Gallmannsegg verbunden sein, wie Josef von Scheiger im Jahr 1868 bemerkte. Das scheint aber schon aufgrund der mehr als 12 Kilometer Entfernung der beiden Anlagen unmöglich zu sein. Von einem weiteren Geheimgang voll großer Schätze, der von der Burg ins Tal hinab zum Hof Gregorbauer oder Gregerbauer führen soll, weiß J. Leitner in seiner 1995 veröffentlichten Pfarrchronik von Salla zu berichten. Laut einer von Ernst Reinhold Lasnik aufgezeichneten Sage soll durch diesen Geheimgang auch eine Weiße Frau von der Burg die Gregerbäurin besucht haben, um sie über kürzlich im Ort Salla Verstorbene zu informieren. Ebenfalls von Leitner wurde auch die Sage niedergeschrieben, dass jenes Kind zu einem Schatz oder zu großem Reichtum gelangen soll, das als erstes in einer aus dem Holz der am Burgberg wachsenden Bäume gefertigten Wiege liegt. Der Historiker Josef A. Janisch berichtete von Erzählungen der Ortsbewohner, einst hätten Raubritter auf dieser Burg gelebt.
Georg Göth bemerkte 1834 in seiner statistischen Landesaufnahme für Erzherzog Johann, dass ein Ritter, der im Besitz der Burg war, beim sogenannten Ofnerkreuz in Salla von seinem Pferd gestürzt und gestorben sein soll, als er sah, dass seine Burg in Flammen stand. Diese Erzählung könnte insoweit einen wahren Kern haben, da bei archäologischen Grabungen Hinweise auf einen möglichen Brand der Burg gefunden wurden.